# 小星形五角化十二面體
在幾何學中，小星形五角化十二面體是一種所有面皆全等的非凸多面體，由60個互相相交的等腰鈍角三角形組成，其索引為DU37。美国数学家溫尼爾在他的書中列出將大三角化八面體編為W75，其對偶多面體是一種均勻多面體，由12個五角星和12個正十邊形組成，稱為截角大十二面體。

## 性質
小星形五角化十二面體由60個面、90條邊和24個頂點組成，是一種由60個全等的等腰頓角三角形組成的六十面體。

### 二面角
小星形五角化十二面體的二面角為：
{\displaystyle \cos ^{-1}(-{\frac {24+5{\sqrt {5}}}{41}})\approx 2.60227\approx 149.099^{\circ }}

### 頂點座標
如果一個小星形五角化十二面體的幾何中心位於原點且其對偶邊長為1單位長，則其頂點座標為：
{\displaystyle (\pm {\frac {5+{\sqrt {5}}}{4}},0,\pm {\frac {5+3{\sqrt {5}}}{4}})}、
{\displaystyle (\pm {\frac {5+3{\sqrt {5}}}{4}},\pm {\frac {5+{\sqrt {5}}}{4}},0)}、
{\displaystyle (0,\pm {\frac {5+3{\sqrt {5}}}{4}},\pm {\frac {5+{\sqrt {5}}}{4}})}、
{\displaystyle (\pm {\frac {5(3-{\sqrt {5}})}{4}},0,\pm {\frac {5({\sqrt {5}}-1)}{4}})}、
{\displaystyle (\pm {\frac {5({\sqrt {5}}-1)}{4}},\pm {\frac {5(3-{\sqrt {5}})}{4}},0)}、
{\displaystyle (0,\pm {\frac {5({\sqrt {5}}-1)}{4}},\pm {\frac {5(3-{\sqrt {5}})}{4}})}。
其中，有正負號的代表其全排列，例如（±1,±2）表示（1,2）、（1,-2）、（-1,-2）、（-1,2）。

### 面的組成
小星形五角化十二面體由60個全等的等腰頓角三角形組成，其90條邊中，有30條來自等腰三角形的底邊、60條來自等腰钝角三角形的腰。
由於小星形五角化十二面體的面有跟其他的面相交的性質，因此，會導致面有部分隱沒在圖形內部，如下圖，露在外面的部份已藍色表示、隱沒於形狀內部的部分以白色表示，黑線為與其他面的交線。

## 相關多面體

### 對偶複合體
小星形五角化十二面體與其對偶的複合體為複合截角大十二面體小星形五角化十二面體 。其共有84個面、180條邊和84個頂點，其尤拉示性數為-12，虧格為7，有12個非凸面。

## 外部連結
- 埃里克·韦斯坦因. . MathWorld.